# 布爾漢努丁·拉巴尼
布爾漢努丁·拉巴尼（波斯語：برهان الدين رباني；1940年9月20日—2011年9月20日），塔吉克族，曾任阿富汗伊斯蘭國總統。

## 生平
拉巴尼1940年生于阿富汗东北部巴达赫尚省省会法扎巴德，早年从喀布尔大学伊斯兰法系毕业，后又到开罗的一所名牌大学继续深造。他在开罗结识了穆斯林兄弟会的改革派人物，受影响颇深，回国后便成了阿富汗正统派伊斯兰运动的创始人之一。
1974年之前，拉巴尼一直在喀布尔教授伊斯兰法，1973年主张政教分离的达乌德亲王政变上台，对正统派伊斯兰加以迫害，拉巴尼1974年逃亡巴基斯坦避难。
1978年，阿富汗人民民主黨在蘇聯的支持下策動政變奪權，成立阿富汗民主共和國，从那時起巴阿边境重鎮白沙瓦便成了拉巴尼和其他阿富汗流亡者的大本营。他们在此指揮游擊隊对抗喀布尔政权長達14年之久。1979年苏联红军入侵阿富汗后，拉巴尼等人又率领圣战士抵抗入侵的紅軍，最终於1992年4月成功推翻蘇聯傀儡共產政權，取得最終勝利。
建立新政權後，拉巴尼6月28日就任临时总统，12月30日当选阿富汗总统，但各大軍閥派系割據並因分贓不勻而旋即爆發內戰；內戰年間(1992–1996)拉巴尼政權實際控制阿富汗中部。1996年，首都喀布爾被塔利班攻陷，阿富汗伊斯蘭國殘餘勢力撤至阿富汗東北地區並共組北方聯盟抵抗。
1996年以後的拉巴尼領導的北聯雖然僅能控制小部分國土，但仍然是聯合國承認代表阿富汗的政府，直至2001年新的阿富汗過渡政府成立為止。2001年，美國推翻阿富汗伊斯蘭酋長國以後，將政權移交給阿富汗過渡政府，拉巴尼亦於2001年短暫擔任過渡政府總統，任期結束後下野淡出政壇，展開退休生涯；2010年10月，被阿富汗政府任命為「高級和平委員會」主席榮譽職位。
2011年9月20日，在首都喀布尔的住家与兩名塔利班成员会面时，遭遇对方引爆藏在头巾里的炸弹袭击而身亡，巧合的是当天是他71岁生日。9月23日，阿富汗政府为他举行了国葬，总统卡尔扎伊在葬礼上发表演讲说：“拉巴尼的鲜血和其他为自由付出生命的烈士要求我们继续为实现和平与稳定作出努力”，“我们认为坚决打击和平的敌人是我们的责任。”